# Torre del Castellano

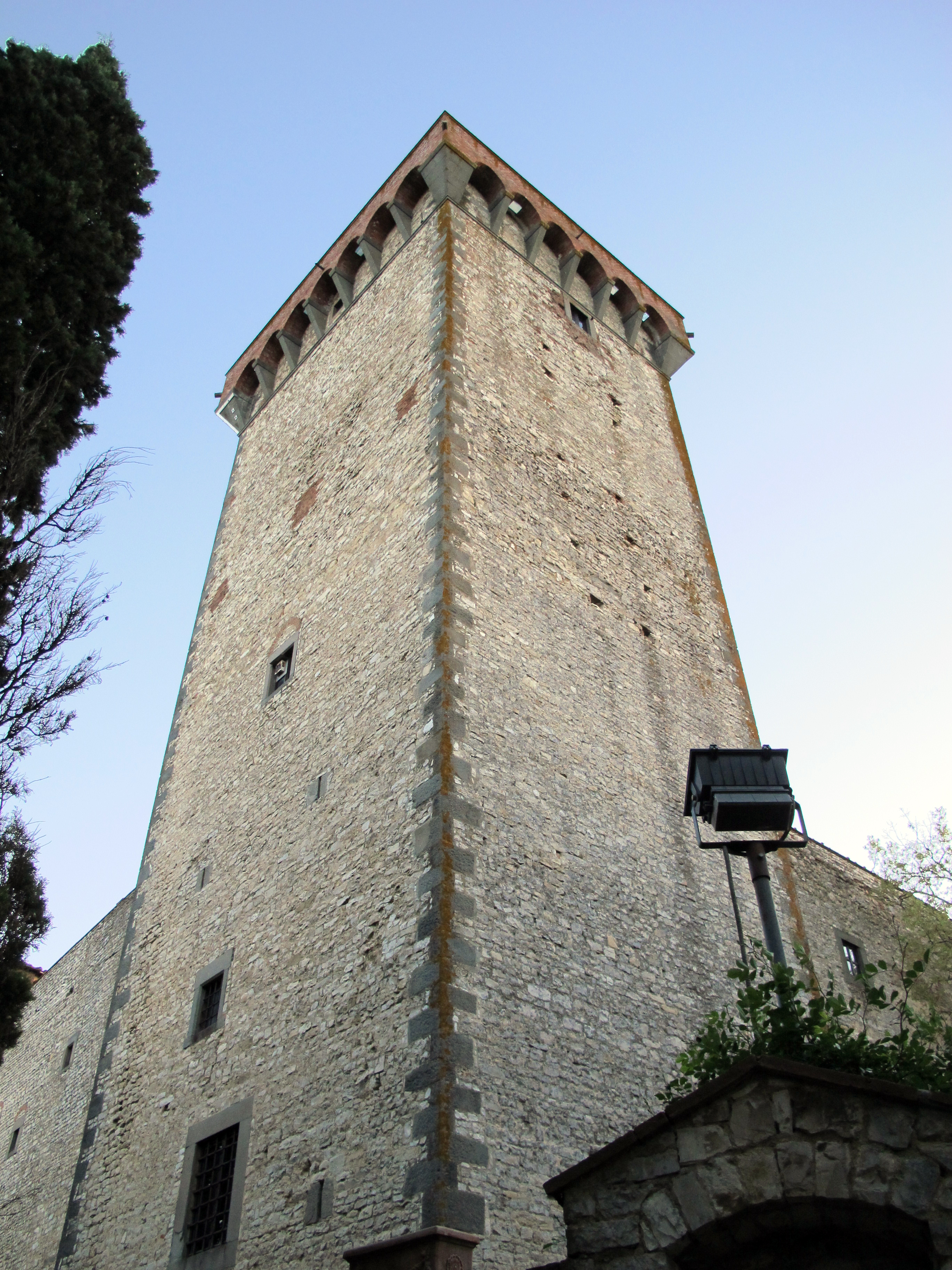
La torre

La torre del Castellano, nota anche come Castello di Viesca, è un castello medievale risalente al X secolo, oggi trasformato in villa, situato nell'omonima località nel comune di Reggello (FI), prossima alla frazione di Leccio.

## Storia
Domina la vallata dell'Arno in uno snodo di particolare importanza, a circa 20 chilometri da Firenze lungo la Cassia Vetus. Viene fatto risalire alla contessa Willa di Toscana, dalla quale passò a suo figlio il marchese Ugo II e da questi a Guido Guerra, personaggio dell'importante famiglia feudataria dei conti Guidi. Diplomi imperiali del 967, del 1191 (di Enrico IV) e del 1220 (di Federico II) confermarono questo possedimento.
In seguito passò alla famiglia Castellani, i quali da essi presero il nome e a loro volta lo impressero alla struttura. Nel Trecento la famiglia visse un periodo di maggior splendore, inurbandosi a Firenze, con esponenti di spicco quali Michele di Vanni di Lotto Castellani. Nel XV secolo fu ospite del castello il Poliziano.
A partire dal 1751 la famiglia entrò nel patriziato fiorentino: risale più o meno a quell'epoca la graduale trasformazione del complesso militare in villa, con l'apertura, tra l'altro, di finestre sull'esterno nelle spesse cortile murarie.
Un importante restauro si ebbe nel 1938, diretto dall'architetto Guido Morozzi. Durante la seconda guerra mondiale il castello fu scelto come deposito segreto di numerose statue degli Uffizi.

## Descrizione
Si percepisce ancora oggi la posizione dominante della struttura, ben visibile dall'Autostrada del Sole e da tutto il circondario. La severa forma quadrangolare ne ricorda l'antica origine fortificata, organizzata attorno a un cortile rettangolare, con a due angoli opposti il mastio (un tempo pure torre, abbassata nell'Ottocento) e l'alta torre, eccezionalmente ben conservata, dotata di camminamento di ronda sporgente su beccatelli e di un piombatoio. Il perimetro è dotato di scarpatura, e alcuni tratti dei muri perimetrali conservano ancora l'originale merlatura.
Nella corte si può notare il sovrapporsi di varie epoca, a partire dai diversi stili dei capitelli dei pilastri ottagonali, che reggono le arcate.
Vicino all'ingresso si trova, staccata, la piccola cappella di famiglia, dotata di piccola cripta dove sono sepolti i membri della famiglia degli attuali proprietari, la famiglia Pegna.